# Scripps College
Scripps College är ett liberal arts college för kvinnliga studenter i Claremont i Kalifornien som grundades år 1926 av Ellen Browning Scripps. Campusområdet har antagits i National Register of Historic Places.

## Rektorer
- Ernest Jaqua (1926-1942)
- Mary Kimberly Shirk (1942-1943) - tillförordnad
- Frederick Hard (1944-1964)
- Mark Curtis (1965-1976)
- John H. Chandler (1976-1989)
- E. Howard Brooks (1989-1990)
- Nancy Y. Bekavac (1990-2007) - första kvinna som tillträdde ämbetet
- Frederick "Fritz" Weis (2007-2009)
- Lori Bettison-Varga (2009-idag)

## Kända personer som studerat vid Scripps College
- Gabrielle Giffords, politiker